# 708 Raphaela
A 708 Raphaela (ideiglenes jelöléssel 1911 LJ) a Naprendszer kisbolygóövében található aszteroida. Joseph Helffrich fedezte fel 1911. február 3-án.